# Kościół Chrystusa Pana Zbawiciela w Podgórzu
Kościół Chrystusa Pana Zbawiciela w Podgórzu – rzymskokatolicki kościół w Podgórzu, dawna cerkiew prawosławnego, a następnie unickiego monasteru Przemienienia Pańskiego.

## Historia
Prawosławny męski klasztor w Podgórzu (pierwotnie Monastyrze, Spasie) powstał przed 1440. Według legendy zapisanej przez unickiego biskupa chełmskiego Jakuba Suszę jego cerkiew była przebudowaną pogańską świątynią lub wieżą obronną. Konstrukcja świątyni pozwala uznać tę wersję za częściowo prawdopodobną – nawa świątyni wzniesiona jest z kamienia, a swoimi wymiarami przypominała wieżę obronną w Bieławinie. Ponadto przed przebudową w XIX stuleciu obiekt posiadał wysoko umieszczone okna, być może strzelnicze. Fakty te mogą świadczyć o wzniesieniu obiektu jeszcze w XII-XIII w., nie wiadomo przy tym, kiedy dokładnie zaczął on pełnić funkcje sakralne.
Monaster w Spasie nie przyjął unii brzeskiej natychmiast po jej podpisaniu, lecz w 1622 został siłą przejęty przez unitów. Do XVIII w. funkcjonował jako męski klasztor unicki. W II poł. XVII w. świątynia monasterska została przebudowana, uzyskując obecną (pocz. XXI w.) formę. Po zamknięciu klasztoru, na skutek spadku liczby mnichów, co nastąpiło po 1723, cerkiew stała się unicką świątynią parafialną.
Świątynia w Spasie przeszła ponownie na własność prawosławnych w 1864 lub 1866. Została w tym okresie poważnie przebudowana. Po odzyskaniu niepodległości przez Polskę cerkiew została zrewindykowana na rzecz Kościoła rzymskokatolickiego po ostrym sporze między lokalnymi społecznościami prawosławną i katolicką. Ostatecznie przeszła w ręce katolików w 1924 i jest od tego czasu kościołem parafialnym.

## Architektura
Dawna cerkiew w Podgórzu jest budowlą orientowaną, reprezentuje styl barokowy, posiada jedną nawę o wysokości równej prezbiterium, do którego przylegają dwie zakrystie. Budowla kryta jest dachem dwuspadowym i wsparta skośnymi narożnymi przyporami dostawionymi do niej w XVIII w. W narożnikach prezbiterium znajdują się lizeny. Okna kościoła zamykają łuki odcinkowe obramione profilowanymi gzymsami. Elewacja frontowa świątyni zwieńczona jest profilowanym gzymsem, zaś wokół nawy znajduje się gzyms kostkowy.
W ołtarzu głównym dużych rozmiarów krucyfiks i obraz Matki Bożej Częstochwskiej Wnętrze zdobi klasycystyczna polichromia wykonana w I poł. XIX w., na suficie znajduje się plafon z wyobrażeniem Trójcy Świętej. W ołtarzach bocznych znajdują się obraz Chrztu Pana Jezusa w Jordanie i ikona Najświętszej Maryi Panny z Dzieciątkiem.
W sąsiedztwie świątyni znajduje się wzniesiona w końcu XIX w. lub na początku XX w. ceglana dzwonnica w stylu bizantyjsko-rosyjskim.

## Galeria

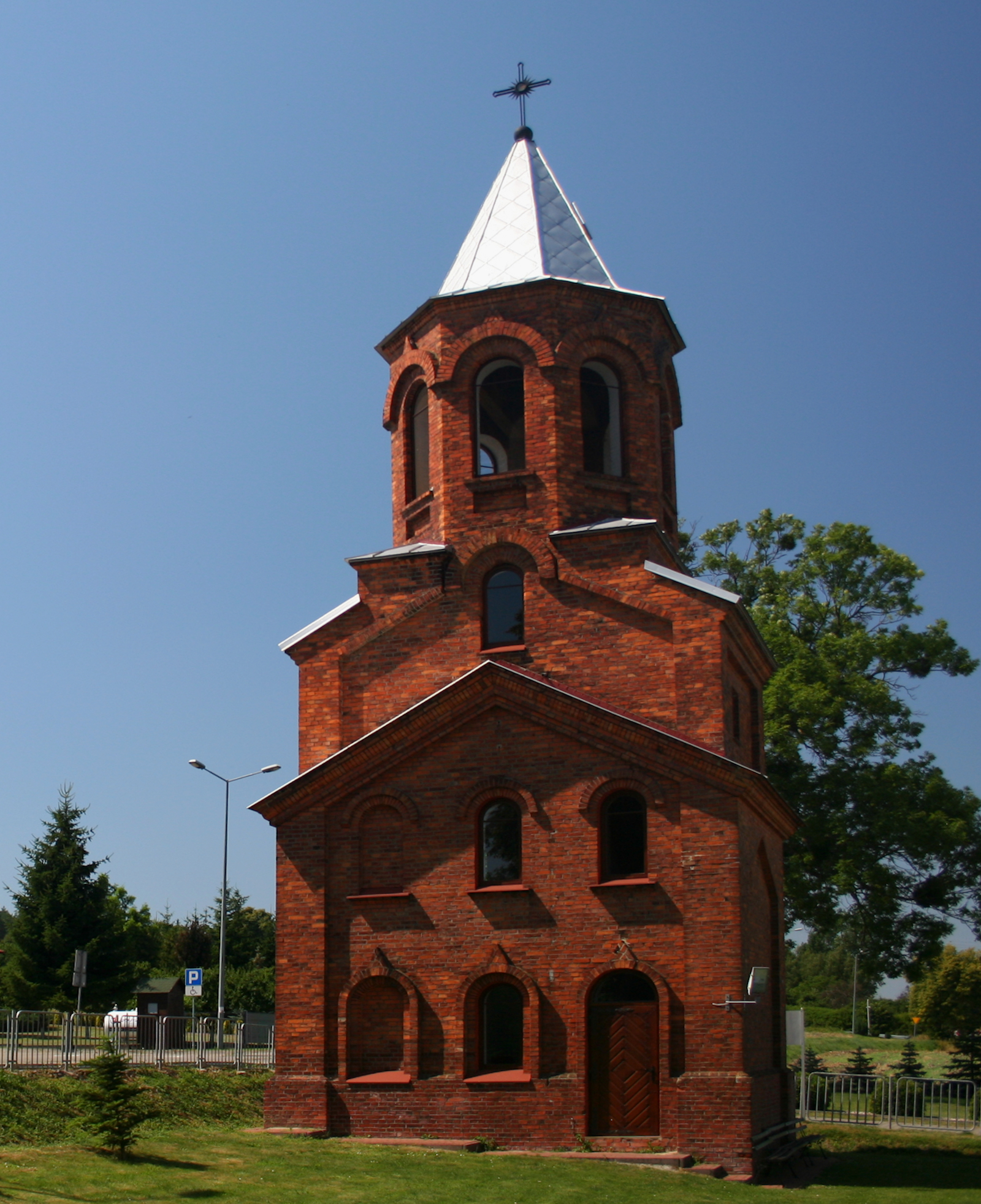
Dzwonnica
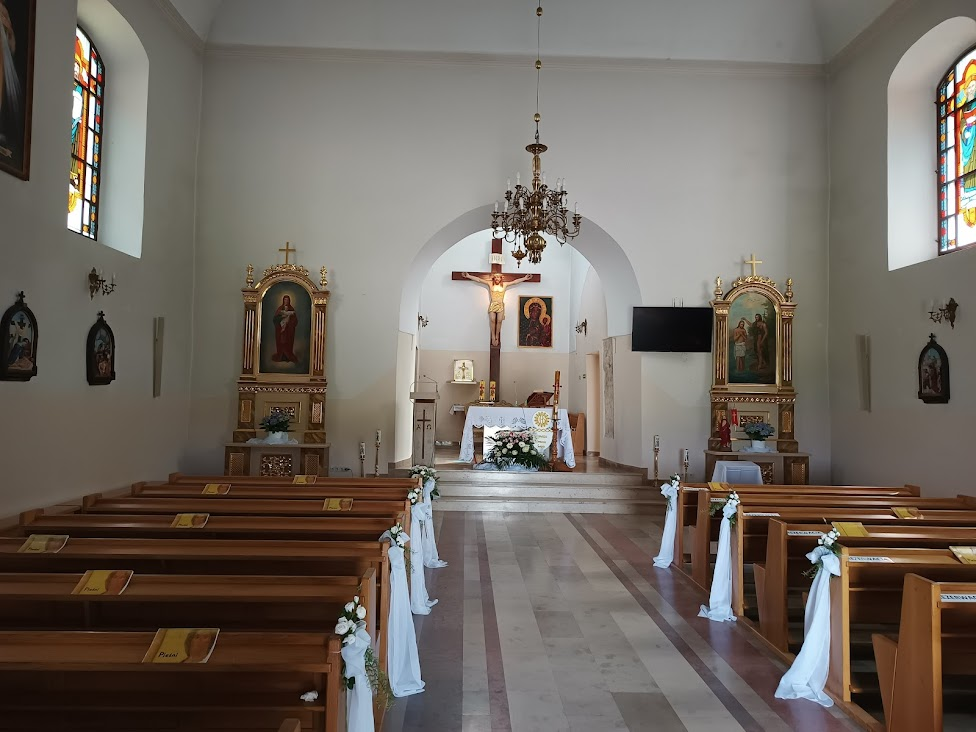
Wnętrze